# (289) Ненетта
(289) Ненетта (фр. Nenetta) — типичный астероид главного пояса, который открыл 10 марта 1890 года французский астроном Огюст Шарлуа в обсерватории Ниццы и назван словом, которым во французском сленге обозначают легкомысленную женщину. 

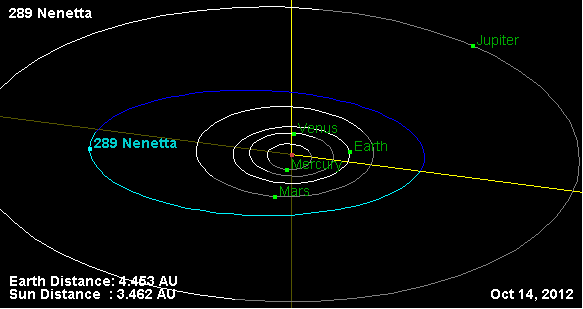
Орбита астероида Ненетта и его положение в Солнечной системе